# My Wife's Lodger
My Wife's Lodger é um filme de comédia britânico de 1952, dirigido por Maurice Elvey e estrelado por Dominic Roche, Olive Sloane e Leslie Dwyer. Foi baseado na peça homônima de Dominic Roche.

## Elenco
- Dominic Roche - Willie Higginbotham
- Olive Sloane - Maggie Higginbotham
- Leslie Dwyer - Roger
- Diana Dors - Eunice Higginbotham
- Alan Sedgwick - Tex
- Vincent Dowling - Norman Higginbotham